# Prêtre-sem
Le prêtre-sem, appelé également prêtre funéraire représente le fils successeur du mort devenu Osiris lors de la cérémonie d'ouverture de la bouche afin de rendre à la momie l'usage de ses sens afin qu'elle puisse gagner sans encombre l'au-delà. Pour ce faire, il s'installe devant la momie et, accroupi, simule un sommeil cataleptique ; son esprit est censé s'envoler dans l'invisible pour ramener à la momie l'esprit égaré du mort. Lorsque le prêtre-sem revient de son voyage céleste, le ka du mort est censé également avoir réintégré sa momie.
Le prêtre-sem a remplacé au Nouvel Empire le prêtre de l'Ancien Empire couvert d'une peau de vache appelé tehenou. Il est revêtu d'une peau de félin, généralement de léopard, et porte la tresse de l'enfance comme s'il était l'enfant du mort. Si ce dernier était le pharaon défunt, son successeur, le nouveau pharaon supervisait la cérémonie vêtu de la tenue du prêtre-sem.